# Malin Isaksson
Hanna Malin Isaksson, född 30 (alternativt 20) mars 1972 i Enskede församling i Stockholm, är en svensk författare och skrivpedagog. 2023 publicerade hon biografin om sin farmor författaren Ulla Isaksson, Boken om U. 

## Biografi
Malin Isaksson växte upp i Huddinge i en utpräglad litterär miljö. Hennes far var Hans Isaksson som under många år var förläggare vid Albert Bonniers förlag. Hon är vidare sondotter till Ulla Isaksson, och 2023 kom Boken om U ut där hon skriver om farmoderns liv och författarskap. 
Isaksson har gått skrivutbildningar vid Jakobsbergs folkhögskola och Nordens folkhögskola Biskops Arnö. Vid Göteborgs universitet har hon läst Litterär gestaltning. Hon har också deltagit i en filmmanuskurs vid Göteborgs Foto- och filmhögskola.
Isaksson är verksam i Stockholm. Som skrivpedagog har hon arbetat med ungdomars skrivande på Fryshusets författarkurser och på biblioteket Plattan på Kulturhuset i Stockholm. Isaksson var med och startade Ponton, en litteraturtidskrift för unga vuxna.

## Litterär verksamhet
Malin Isaksson debuterade 1995 med prosadiktsamlingen Tiden skulle komma att röra vid mig, om en liten flickas kärlek till sin pappa. Nästa verk kom 1997, Jag viskar: Högklintero, och utgörs också av prosadikter. Några barn lever idylliskt i samspel med naturen. Idyllen förbytts dock i tragedi när två av dem drunknar. Med romanen Brännhett: En roman om våld och vänskap från 2007 började Malin Isaksson skriva för unga vuxna. Berättelsen handlar om två flickors vänskap och utagerande som tar sig våldsamma former. Rör vid mig! kom 2008 och skildrar några flickor som skall börja på gymnasiet. Deras liv präglas av ångest och oro för framtiden. Romanen innehåller våldsscener när flickorna bestämmer sig för att hämnas på några pojkar. I Isnätterna från 2011 är huvudpersonen en flicka som gått ut gymnasiet. Hon hamnar i ett handlingsförlamat tillstånd och kan inte bestämma sig för vad hon vill göra. Slutligen väljer hon vägen ut i vuxenlivet.
2014 kom Isakssons första bok för vuxna, Människor som ljuger. Fyra personer berättar om sina livskriser, som handlar om sjukdom, barnlöshet och avbrutna relationer. Trots de krisartade historierna slutar det i någon form av tillförsikt. 2020 kom Jag är Istanbul, som är en autofiktiv roman om att författa, vara förälder och om staden Istanbul. 2023 utkom Boken om U, en biografi om Malin Isakssons farmor, författaren Ulla Isaksson.
Isaksson har också sammanställt antologin Orden brinner i hjärnan: 42 moderna svenska författare och en från Polen (2004).